# Huia
Der Huia oder Lappenhopf (Heteralocha acutirostris) gehörte zu den nur auf Neuseeland verbreiteten Lappenvögeln und gilt seit 1907 als ausgestorben. Er erreichte eine Größe von bis zu 55 Zentimetern. Insbesondere der Geschlechtsdimorphismus war bei dieser Art ausgeprägt. Die Weibchen waren nicht nur größer, sie besaßen auch einen bis zu 8,5 Zentimeter langen, schmalen Schnabel, der beim Männchen spechtartig und mit nur 6 Zentimeter deutlich kürzer ausfiel. Da ein solch deutlicher Unterschied von keiner anderen Vogelart bekannt ist, wird dessen Zustandekommen kontrovers diskutiert.

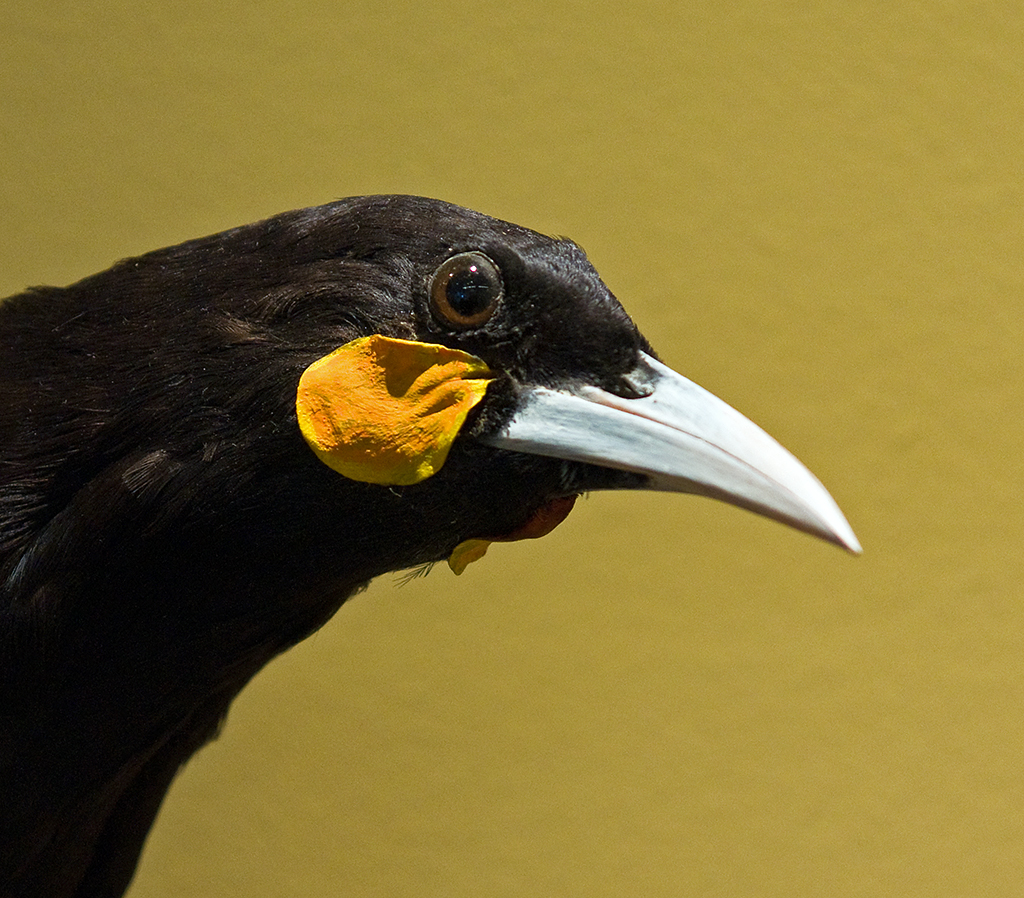
Kopf eines Männchens

In der Gesamtdarstellung  der Vögel der Australis führt Gould (1865) den Lappenhopf unter dem Namen Neomorpha gouldi Gray, 1841 und wiederholt darin die von Dieffenbach dargestellte Beschreibung einer Jagd auf die Tiere, die den Māori wegen ihrer Schwanzfedern als wichtiges Jagdwild und Handelsgut dienten. Bei der Jagd verwendeten die Maori einen langen, schrillen Ruf, der dem Namen Huia ähnlich gewesen sei und die Tiere anlocke. Edgar Leopold Layard berichtete bereits 1863 von der Seltenheit des Vogels, der in großen Teilen Neuseelands inzwischen fehle. Es gilt heute als weithin gesichert, dass ein Zusammenwirken mehrerer Faktoren zum Aussterben der Spezies beigetragen hat. Neben der sich ausbreitenden europäisch geprägten Landwirtschaft und dem damit in Zusammenhang stehenden großen Flächenverlust der Wälder lässt sich die Dezimierung der Bestandszahlen auf die Bejagung durch die Māori zurückführen. Auch gab es durch die besondere Mode in der westlichen Welt des ausgehenden 19. Jahrhunderts einen zusätzlichen Jagddruck auf zahlreiche exotische Vogelarten, die über besondere Schmuckfedern verfügen.

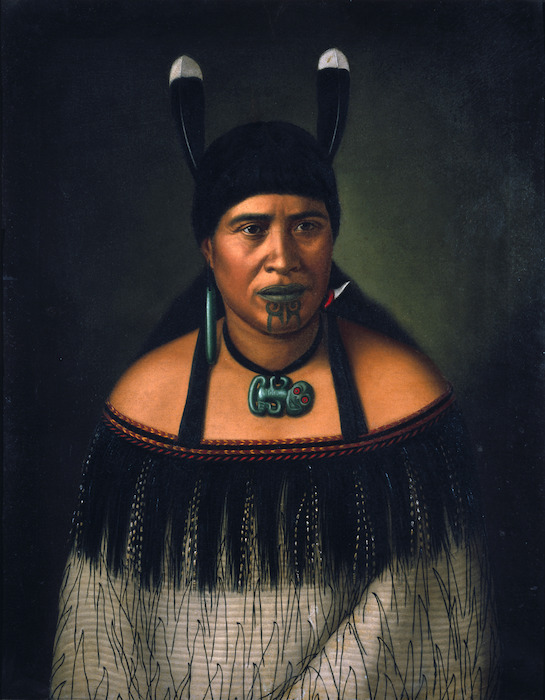
Hinepare, eine Frau des Ngāti Kahungunu-Stamms, mit Huia-Federn im Haar

Berichten der Māori zufolge kam der im Nordosten der Nordinsel Neuseelands verbreitete Lappenhopf auch noch in historischer Zeit auf der Südinsel vor, wo er von europäischen Forschern schon nicht mehr gesichtet werden konnte. Die Tiere bevorzugten zumindest am Ende des 19. Jahrhunderts die dichten Bergwälder. Die Berichte und die besondere Anatomie (lange Beine) lassen darauf schließen, dass es sich um einen mäßig begabten Flieger handelte. Die meist paarweise auftretenden Vögel sprangen von Ast zu Ast und ließen sich auch auf dem Boden beobachten. Als Nahrung dienten ihnen Samen, Beeren und Insekten. Der Schnabel beider Geschlechter war sicherlich sehr gut für die Suche nach Insektenlarven in Holz geeignet; womöglich ergänzten sich Männchen und Weibchen durch die unterschiedliche Beschaffenheit ihrer Schnäbel. Bekannt geworden sind noch die in hohlen Bäumen angelegten Nester, die zwei bis drei gefleckte Eier enthielten. Die Jungen wurden von beiden Elterntieren versorgt.